# اچ‌ام‌ای‌اس انکانتر (۱۹۰۲)
اچ‌ام‌ای‌اس انکانتر (۱۹۰۲) (به انگلیسی: HMAS Encounter (1902)) یک کشتی بود که طول آن ۳۷۶ فوت ۱٫۷۵ اینچ (۱۱۴٫۶۵ متر) بود. این کشتی در سال ۱۹۰۲ ساخته شد.